# 飛鷹籃球隊
崇德飛鷹籃球隊（STC Eagle Basketball Team），是香港的一支籃球隊，現時為香港籃球聯賽甲一組參賽球隊。飛鷹曾經第四次獲得甲一組聯賽殿軍，於2013年首次贏得甲一組聯賽常規賽冠軍。

## 球隊歷史
飛鷹籃球隊於2004年贏得香港籃球聯賽甲二組冠軍，首次取得升上甲一組作賽資格。
2006年，飛鷹升上甲一組第二個賽季，便能夠首次成功晉身季後賽，最終獲得殿軍。2007年，再次獲得甲一組殿軍。
飛鷹於2009年球季，獲得結束留學澳洲返港的蘇伊俊加盟，配合原有的羅文光、陳耀祖等年輕戰將，第三次晉身季後賽。不過於季軍戰表現失準，在被睇高一線的情況下，以場數1－2不敵首次躋身季後賽的安青，再次只能獲得殿軍。
2010年，飛鷹連續兩年晉身季後賽，於季軍戰以場數0－2不敵福建，連續兩年獲得殿軍，亦是球隊第四次成為甲一組聯賽殿軍。
於2013年甲一組聯賽，飛鷹獲得永倫主力呂楚威來投，出身飛鷹的呂楚威表明希望回饙母會，擔任助教兼球員，配合羅文光、蘇伊俊、梁民熊等原有班底，以6勝1負成績，憑較佳對賽成績壓倒永倫，首次贏得常規賽冠軍。飛鷹於季後賽首圈，以場數二比零淘汰福建，歷史性首次躋身甲一組季後賽總決賽。決賽以場數零比三不敵南華，只能屈居亞軍。
2017年老將吕楚威復出，加入居港外援韋利士及南青本土洋将艾榮加盟。
2017年9月，韋利士及艾榮離隊，飛鷹在2018年缺乏資源加上本地籃壇球員斷層嚴重因此選擇回歸10多年前培育年輕人的原點。
2022年10月爆出欠薪醜聞，前港隊成員司徒偉傑入稟勞資審裁處控告飛鷹於疫情期間以比賽延期為由拒絕發放工資。更不承認其僱傭合約。最後裁判官判司徒偉傑勝訴，飛鷹須繳付三萬元的「練波費」。據悉不止一名職球員遭到欠薪。
2O24年7月22。呂教練同球員開操，甲一今年目標前六名，打入季後赛。鄧主席並承諾覓地興建永久會址。暫時今季翻新舊場地練習。

## 球隊近況
2023年4月教練名宿鄭學來已接近七十歲，今年正式退休，由4月開始球隊由鄭學來徒弟之一，退役甲一球員呂楚威執教。同年6月鄭學來離世，享年69歲。

## 管理層及職球員名單
| 球會主席 :    | 鄧耀榮 |
| 球會領隊 ：   | 王德信 |
| 球會總教練：  | 呂楚威 |
| 球會助理教練: | 鄧耀榮 |

## 球隊榮譽
- 香港籃球聯賽甲一組常規賽冠軍 一次（2013年）
- 香港籃球聯賽甲二組冠軍 一次（2004年）

## 歷任總教練
- 鄭學來（2004年一2023年）
- 呂楚威（2023年一）

## 曾效力球員

### 本地球員
- 沈聰
- 呂楚威
- 羅文光
- 蘇伊俊
- 梁民熊
- 陳耀祖
- 高榮生
- 鄭錦興
- 莫家俊
- 馬家維
- 曾憲鏜
- 劉健明
- 黃灝賢
- 淩君龍
- 陳家進
- 蔡龍德
- 劉健明
- 鄧桂文
- 方敏聰
- 林子聰
- 麥嘉榮
- 鄧永樂
- 余嘉寶
- 楊仲翹
- 李東坤
- 呂銘彦
- 陳偉明
- 余祖為
- 何權晉
- 袁兆慶
- 梁振雄
- 司徒偉傑
- 凌嘉希
- 鍾俊昇
- 蘇志樂
- 謝高晉

### 外援球員
- 韋利斯
- 艾榮
- 沙利
- 泰利

## 外部連結
- 香港籃球總會網頁 （页面存档备份，存于）
- 飛鷹籃球隊facebook專頁